# Ферфорд (авіабаза)
Авіабаза Ферфорд, або Royal Air Force Fairford, (RAF Fairford) (IATA: FFD, ICAO: EGVA) це база Повітряних сили Великої Британії поблизу міста Ферфорд (графство Глостершир, Англія)
Аеродром використовувався як запасний на випадок аварійної посадки Спейс Шаттла у Британії. Злітно-посадкова смуга не має обмеження за несною здатністю, що означає, що вона може витримувати будь-який літак з будь-яким типом навантаження.
Ферфорд є домівкою для щорічного авіашоу Royal International Air Tattoo (скорочено RIAT). RIAT є одним із найбільших авіашоу у світі, подія 2003 року була визнана Книгою рекордів Гіннеса як найбільше на той момент військове авіашоу, із загальною кількістю 535 літаків що брали у ньому участь.
Починаючи від березня 2019 року на базі знову дислоковано шість літаків Boeing B-52 Stratofortress. Це єдиний європейський аеродром ВПС США для важких бомбардувальників.

## Історія
У 1948 році американці починають дислокуватися у Ферфорді.
З 1966 по 1969 роки аеродром служив базою для різних видів транспортних літаків, в тому числі для базування перших літаків Lockheed C-130 Hercules, які потім були переміщені на базу Lakenheath.
З 1969 року на авіабазі почалися випробування прототипа Конкорда, які проводилися до 1978 року.
У 1978 році ВПС США знову проявляють інтерес до авіабази і укладають нову угоду із урядом Великої Британії про використання бази ВПС США, яка чинна і досі. Тоді ж на авіабазі були розміщені літаки-заправники Boeing KC-135 Stratotanker. Крім них, на аеродромі базуються також і Boeing B-52 Stratofortress.
Найпомітнішими подіями після Холодної війни були базування і участь у бойових завданнях літаків Boeing B-52 Stratofortress ВПС США під час війни в Іраку 2003 року, під час бомбардування Югославії силами НАТО в 1999 та під час війни в Перській затоці 1991 року.
24 липня 1993 року на авіашоу в честь 75-ліття британських ВПС розбилося два російських МіГ-29, зіткнувшись у повітрі під час виконання подвійної мертвої петлі, обійшлось без людських жертв.
З 2000 по 2002 на базі відбувалася глибока модернізація, яка фінансувалась НАТО.

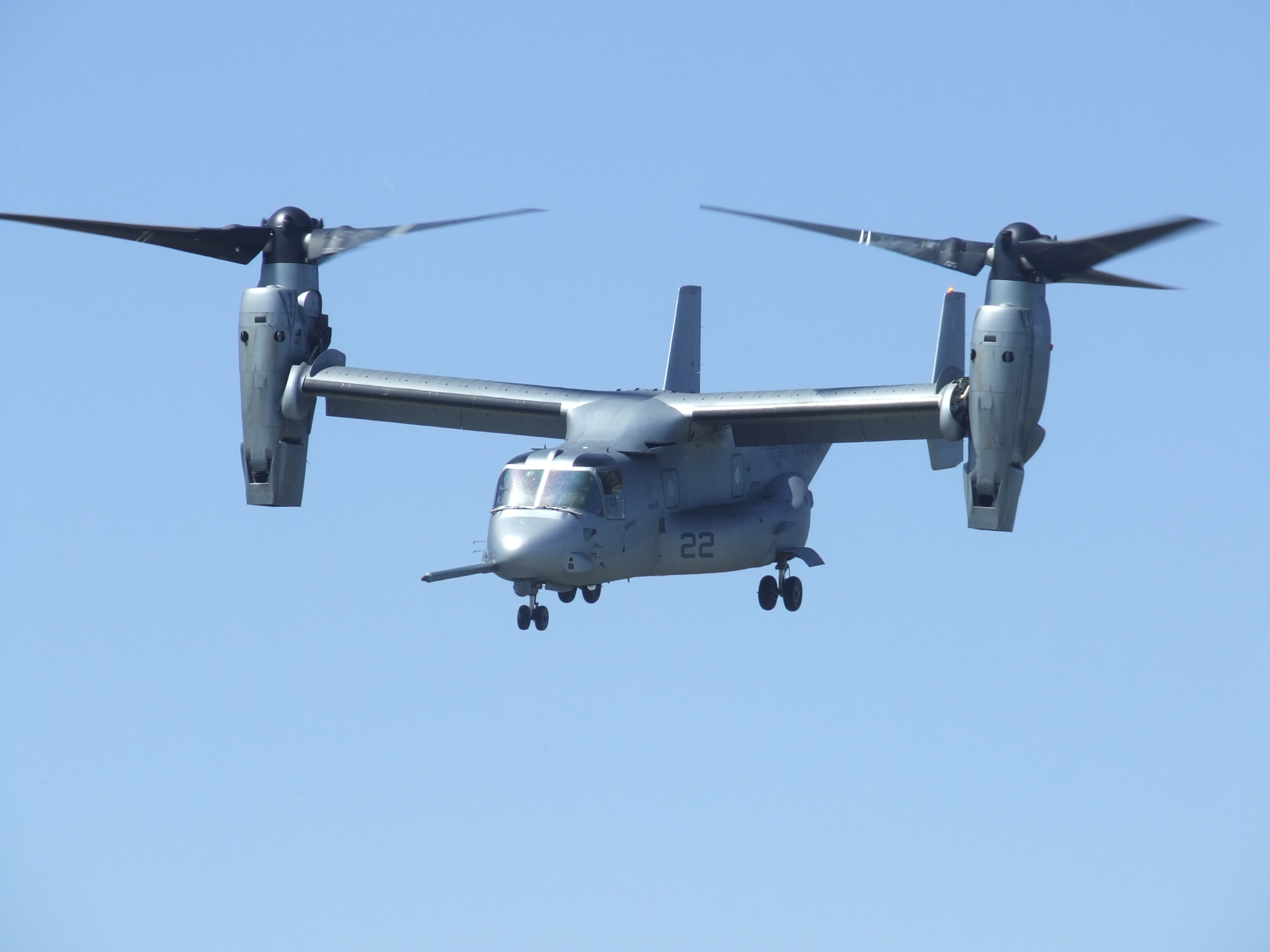
MV-22B під час Royal Air Tattoo 2006

### Повітряні сили Великої Британії
Авіабаза Fairford була збудована 1943 року і вже у 1944 служила аеродромом для Британських і Американських десантних літаків і парапланів під час висадки союзників у Нормандії.
На початку Холодної Війни, Британський та Американський уряди підписали угоду, згідно з якою підрозділи Стратегічного повітряного командування ВПС США будуть базуватися у Великій Британії. Існуючі бази які вже були створені в Східній Англії вважалися вразливими до нападу бомбардувальників і для бомбардувальників потрібні були аеродроми, що стоять позаду баз винищувачів.
У 1965 році RAF Fairford був першою домашньою базою пілотажної команди Королівських ВПС «Червоні Стріли».
Докладніше: Червоні стріли

### Повітряні сили США

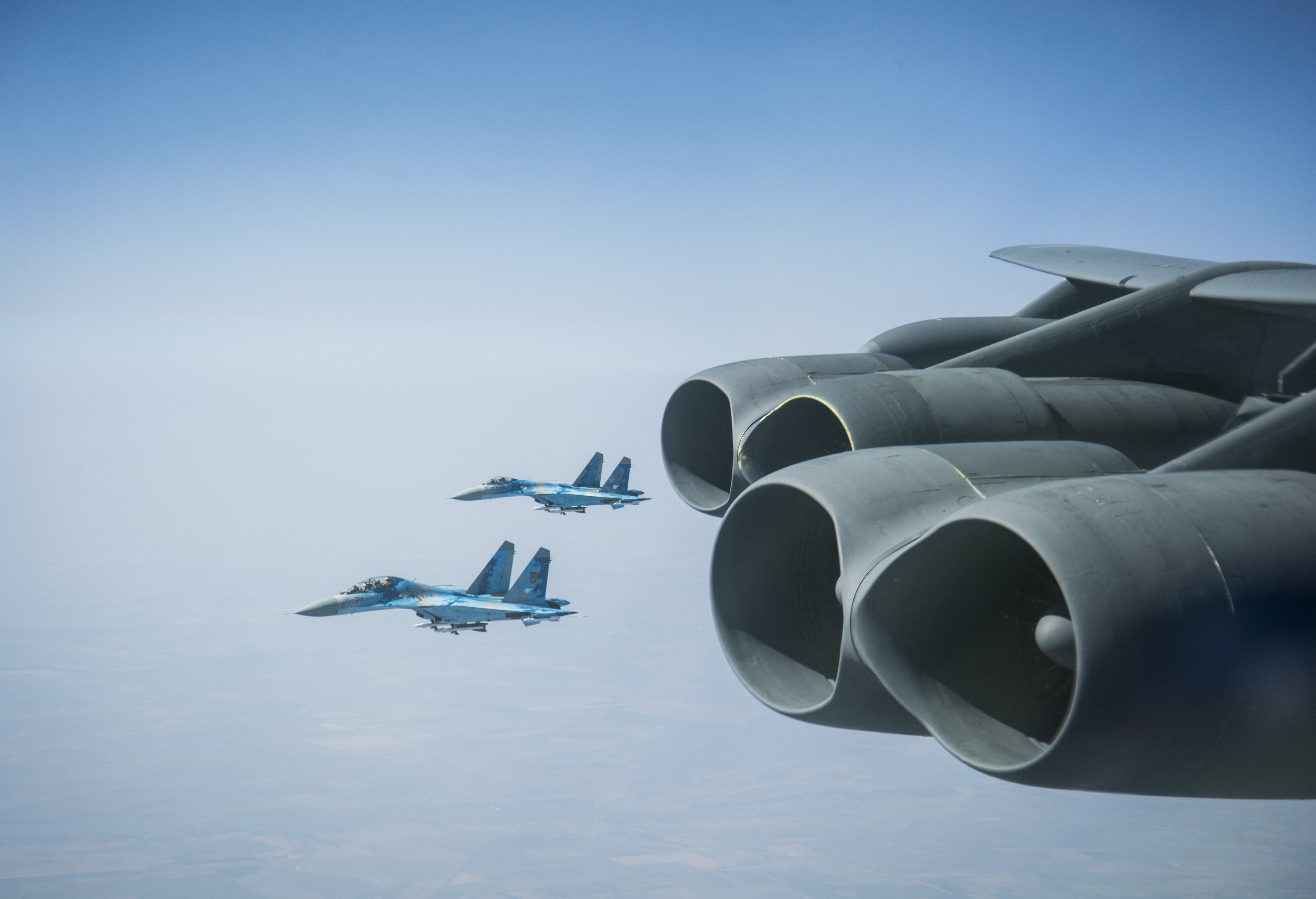
Су-27 під час супроводу Boeing B-52 Stratofortress у небі України

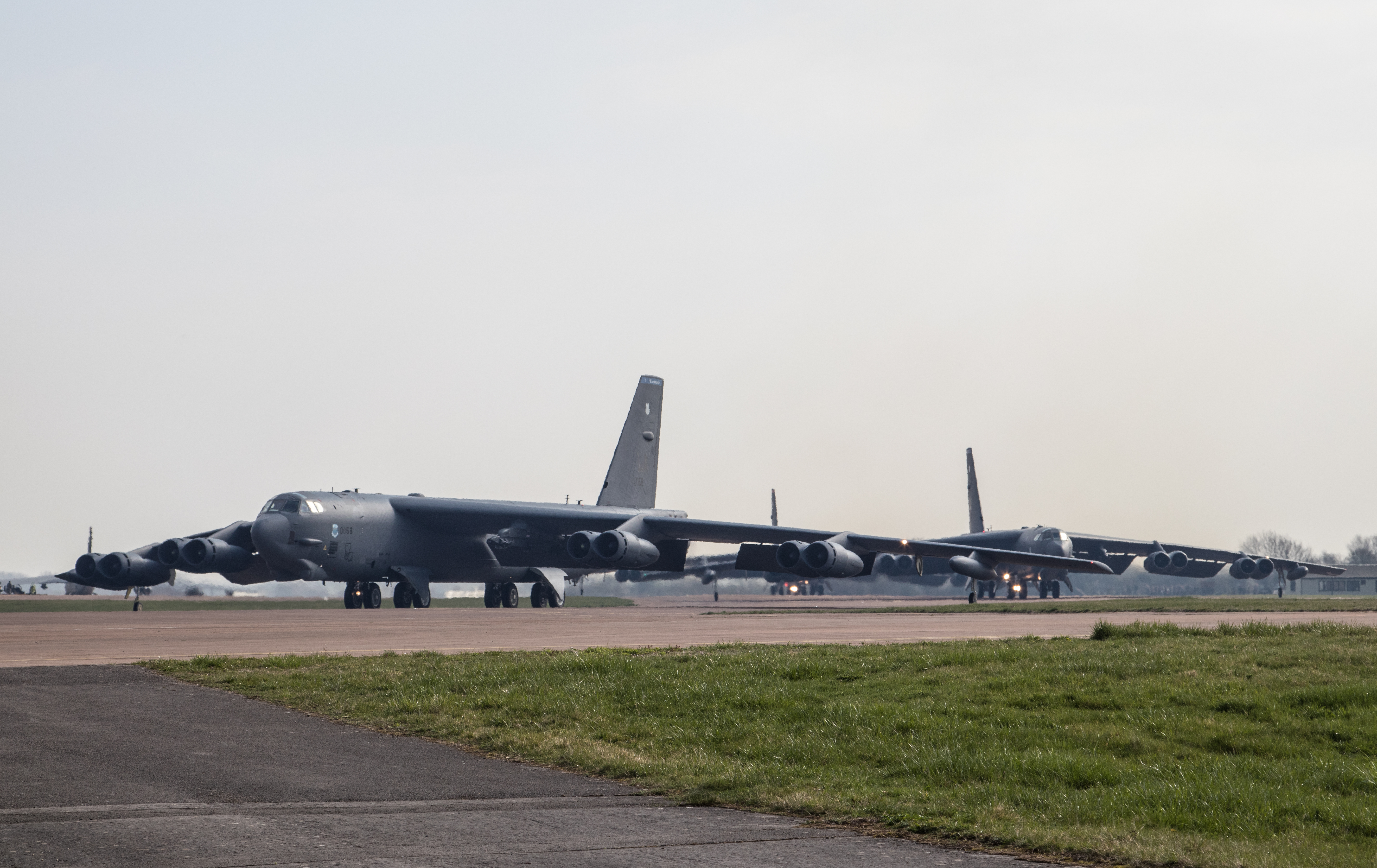
Boeing B-52 Stratofortress після повернення на Fairford у 2019

У 1950 році, в результаті початку Холодної війни, аеродром було передано ВПС США для проведення стратегічних бомбардувальних операцій. Для довгих бомбардувальних операцій була побудована злітно-посадкова смуга довжиною 3000 метрів, яка була завершена в 1953 році і служила передовою авіабазою для першого літака Convair B-36 Peacemaker. Пізніше аеродром отримав літаки Boeing B-47 Stratojet, які підтримували підвищений стан бойової готовності через посилення напруженості в Радянському Союзі. Саме через довгу злітно-посадкову смугу Fairford був обраний в 1969 році британським випробувальним центром для літаків Конкорд.
Згодом тут стали базуватися і Boeing KC-135 Stratotanker, які були виведені у 1990 році, коли станція повернута в режим очікування, модернізована до «обмеженого використання» в середині 1990-х. У 2010 році військовослужбовців вивезли, залишивши цивільний оперативний підрозділ.
Завдяки розташуванню та інфраструктурі Fairford займає важливе місце для ВПС США. У першій війні в Перській затоці в 1991 році тут базувалися Boeing B-52 Stratofortress і Boeing KC-135 Stratotanker. Пізніше авіабаза використовувалися під час операції НАТО в Югославії у 1999 році, коли використовувались Boeing B-52 Stratofortress, Rockwell B-1 Lancer та Boeing KC-135 Stratotanker. Згодом аеродром іноді використовували Northrop Grumman B-2 Spirit, та Lockheed U-2.
Через погіршення стану аеродрому, враховуючи важливість місій важких бомбардувальників, НАТО здійснило модернізацію злітно-посадкової смуги та паливних систем на 100 мільйонів доларів у рамках найбільшого проекту будівництва аеродрому в країні НАТО з кінця холодної війни. Ця робота тривала з травня 2000 по травень 2002 року. Але аж до 2008 року тривали додаткові вдосконалення, зокрема будівництво двох ангарів з контролем клімату для стелс-бомбардувальників Northrop Grumman B-2 Spirit та док технічного обслуговування.
14 січня 2004 року на базі Fairford була створена 420-а авіабазова група з метою вдосконалення контролю над її географічно відокремленими підрозділами — RAF Mildenhall, RAF Fairford, RAF Croughton, RAF Alconbury та RAF Molesworth.
У 2010 ВПС США вилучили з авіабази усіх військовослужбовців, залишивши лише цивільний оперативний підрозділ для обслуговування бази на умовах «догляду та обслуговування». Також база залишається резервним аеродромом для важких бомбардувальних операцій, і може негайно стати готовою до бойового чергування протягом 48 годин.
У вересні 2014 року на базі Fairford перебував президента США Барак Обама, звідки летів на конференцію НАТО, що відбулася в Ньюпорті.
Після анексії Криму Росією і зростанням міжнародної напруги, з червня 2014 року на авіабазі регулярно проводяться навчання із важкими бомбардувальниками Boeing B-52 Stratofortress та Northrop Grumman B-2 Spirit, а з весни 2016 року — короткочасні навчання літаків Rockwell B-1 Lancer. Ці навчання є частиною навчань НАТО — Baltops, Saber Strike та Ample Strike. Baltops, переважно морські маневри, відбуваються у Естонії, Латвії та Литві, а під час Saber Strike Boeing B-52 Stratofortress літають до Польщі.
У березні 2019, шість бомбардувальників Boeing B-52 Stratofortress повернулися на базу Fairford для того щоб на регулярній основі знову брати участь в навчаннях та маневрах у Європі. А вже у вересні 2020 Boeing B-52 Stratofortress із Fairford разом із Су-27 та МіГ-29 Повітряних сили ЗСУ брали участь у військових маневрах в небі України.

## Оператори військової бази
Командування Повітряних сил США у Європі
- 501-ше крило бойової підтримки
  - 442-га група
    - 420-а ескадрилья
    - 420 MUNSS

У листопаді 2018 року було оголошено що 95-а розвідувальна ескадра і 488-а розвідувальна ескадра будуть переміщені на авіабазу Fairford до кінця 2024.

## Royal International Air Tattoo
Докладніше: Royal International Air Tattoo
The Royal International Air Tattoo (RIAT), є одним із найбільших авіашоу яке відбувається щорічно на авіабазі Fairford на треті вихідні липня місяця. RIAT відбувається за підтримки соціальних програм Повітряних сил Великої Британії і в середньому має відвідуваність близько 185,000 глядачів протягом вихідних, і декілька сотень залучених у ньому військових літаків що належать урядам та компаніям з усього світу.

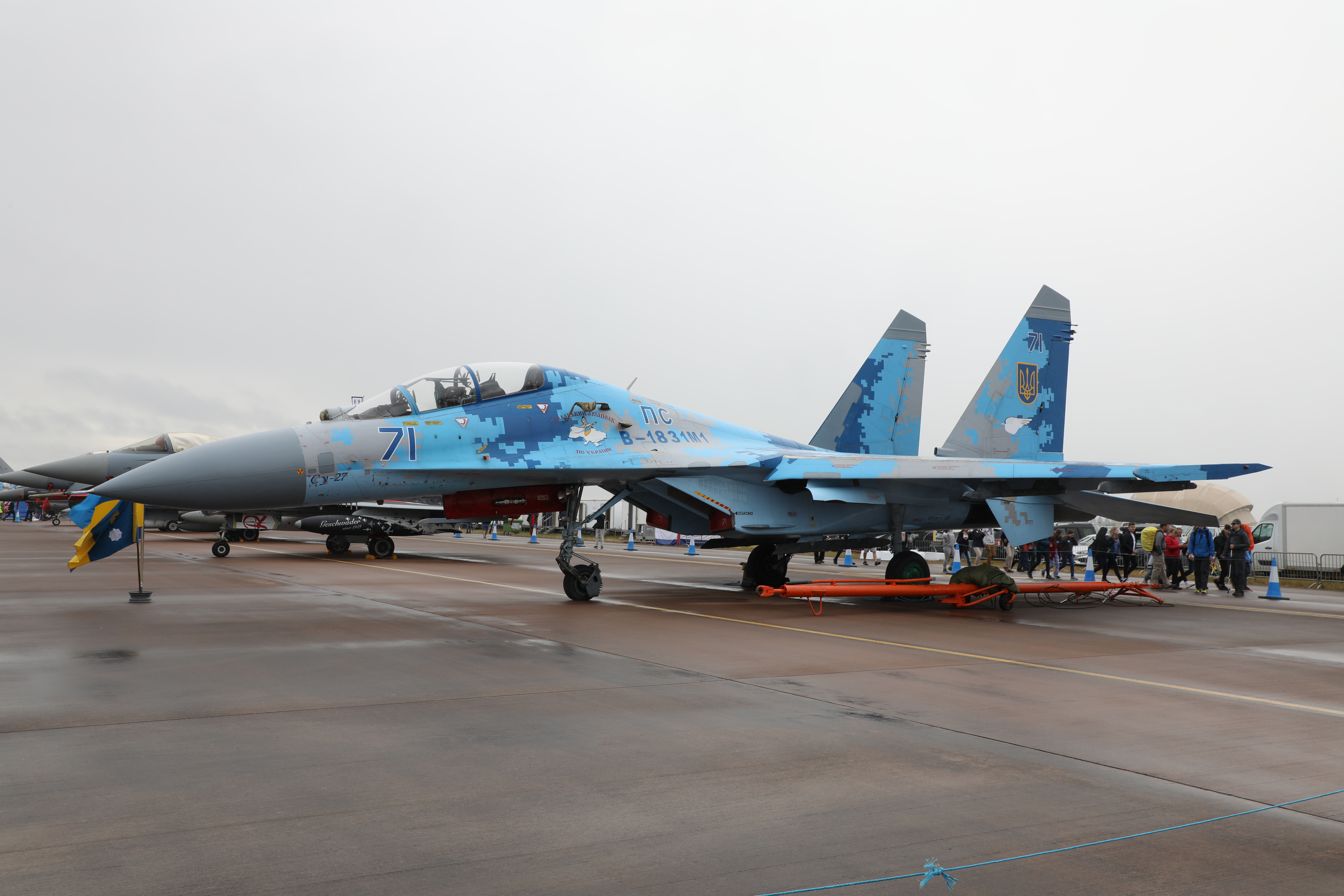
Су-27 Повітряних сили ЗСУ під час Royal Air Tattoo 2019